# Dream Death
Dream Death est un groupe de death-doom américain, originaire de Pittsburgh, en Pennsylvanie. Formé en 1985, le groupe gagne rapidement en popularité pendant les années 1980 dans la scène metal underground. Dream Death est l'un des pionniers du genre death-doom.

## Biographie
Le groupe est formé en 1985 par Brian Lawrence (chant et guitare), Ted Williams (basse) et Mike Smail (batterie). Quelques mois après la sortie d'une première démo, ils sont rejoints par un second guitariste, Terry Weston. Le groupe sort son premier album, Journey into Mystery, en 1987. Cet album est considéré comme une des premières œuvres de doom/death metal, un style qui incorpore des influences death metal (et thrash metal dans le cas de Dream Death) au doom metal traditionnel. Ted Williams quitte le groupe pour rejoindre le groupe de crossover Eviction. Les autres membres finissent par renommer le groupe Penance, un groupe qui pratique un doom metal plus traditionnel. Le groupe publie une nouvelle démo, Ode to Sorrow, en 1988, avant de se séparer au printemps 1989. Les membres rejoignent alors le groupe de doom metal Penance. En 1991, Mike Smail intègre brièvement Cathedral. Il sera aussi le batteur de Pentagram entre 2003 et 2005.
Au début de 2005, le groupe se reforme et publie la compilation Back from the Dead au label Psychodoomelic Records,. Back from the Dead, qui dure 80 minutes, est mixé et produit par Mike Smail et comprend un manuel de 20 pages incluant des photos et flyers exclusifs. Cependant, le groupe cesse rapidement toute activité.
En 2012, ils donnent un nouveau concert de reformation et l'année suivante ils se produisent au Roadburn Festival. En février 2013, ils publient un nouvel album, intitulé Somnium Excessum. Le groupe publie un nouvel album, Dissemination, en mars 2016 au label Rise Above Records.

## Style musical
Le groupe joue un mélange de doom et de death metal, une musique qui se rapproche d'un doom metal classique complexe comme Candlemass, et qui comprend des passages plus rapides. Le groupe peut être considéré par le public comme l'initiateur du death-doom. Concernant les paroles, les chansons traitent de « l'interaction entre la vie et la mort », et des tueurs en série comme Jack l'Éventreur.

## Membres

### Membres actuels
- Mike Smail (Penance, Internal Void, Pentagram, Cathedral, Under the Sun) - batterie (1985-1989, 2005-2006, depuis 2011)[3]
- Brian Lawrence (Penance) - chant, guitare (1985-1989, 2005-2006, depuis 2011)[3]
- Terry Weston (Penance, Doomwatch) - guitare (1987-1989, depuis 2011)[3]
- Richard Freund (Penance) - basse (1988-1989, depuis 2011)[3]

### Membres live
- Justin Gizzi - guitare solo (depuis 2014)[3]
- Jeff Cherep - basse (1988)[3]

### Anciens membres
- Ted Williams - basse (1985-1988)[3]

## Discographie

### Albums studio
- 1987 : Journey into Mystery
- 2013 : Somnium Excessum
- 2016 : Dissemination

### Albums live
- 2009 : Pittsburgh Sludge Metal

### Compilations
- 2005 : Back from the Dead